# Galina Stepina
Galina Ivanovna Stepina, coniugata Jaroševskaja (in russo Галина Ивановна Степина-Ярошевская?; Mosca, 25 agosto 1930 – Mosca, 15 dicembre 2013), è stata una cestista sovietica.

## Carriera
Con l'Unione Sovietica ha disputato due edizioni dei Campionati mondiali (1957, 1959) e cinque dei Campionati europei (1952, 1954, 1956, 1958, 1960).